# Cvadrantide

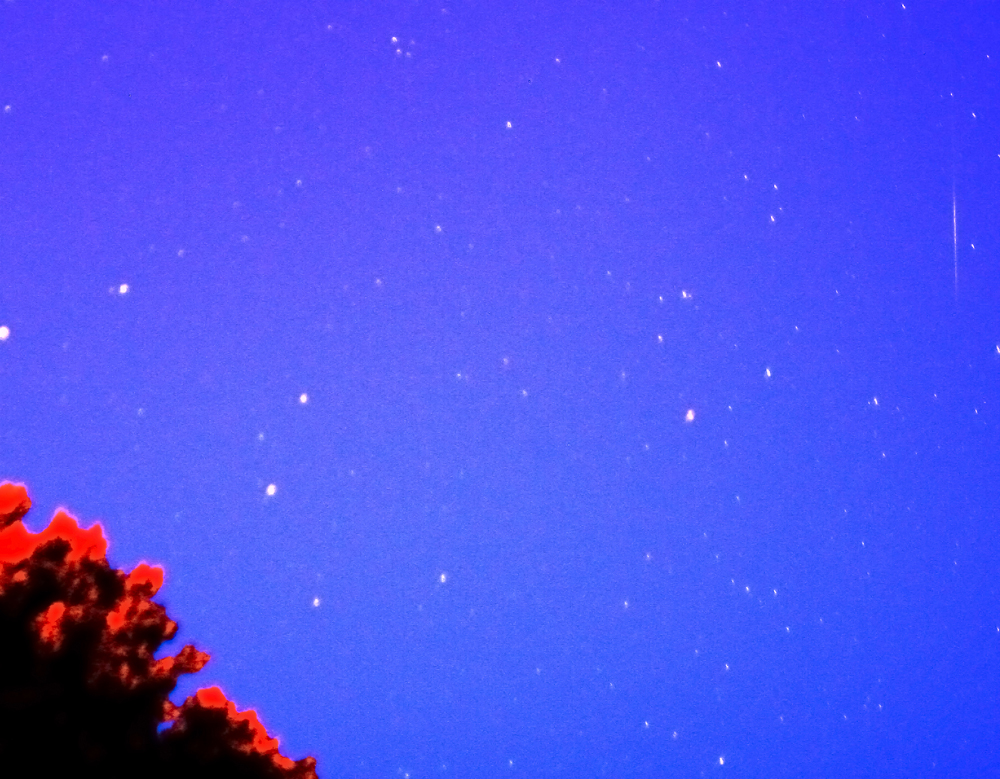
Meteorii Cvadrantidelor sunt suficient de strălucitori pentru a putea fi văzuți în timpul crepusculului.

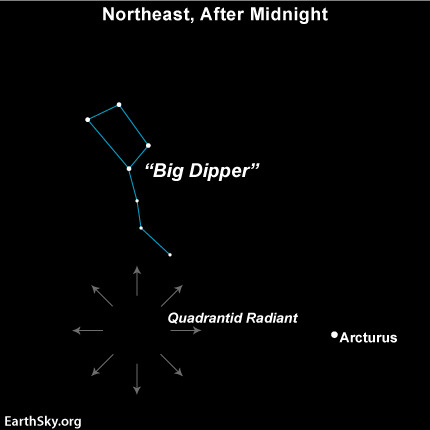
Punctul radiant al ploii de meteori Cvadrantide, activă în fiecare an, la începutul lui ianuarie.

Cvadrantidele, cunoscute și sub forma Quadrantide, sunt o ploaie de meteori foarte activă. Perioada lor de activitate se extinde între 1 și 5 ianuarie, în fiecare an. Activitatea maximă se înregistrează la 3 ianuarie, cu ZHR 120, ceea ce o face cea mai activă ploaie de meteori, împreună cu Geminidele. Sunt meteori cu viteză moderată. 
Cu toate că radiantul se află în actuala constelație Bootes / Boarul (aproape de constelațiile Hercule și Dragonul), Cvadrantidele au primit numele vechii constelații Cvadrantul, în latină Quadrans Muralis, căzută în desuetudine, care ocupa o parte din actuala constelație Bootes.
Corpul părinte al Cvadratidelor a fost identificat ca fiind probabil asteroidul 2003 EH1, care se crede că are originea în cometa C/1490 Y1, remarcată de astronomii chinezi, japonezi și coreeni, în urmă cu aproximativ 500 de ani.
| Anul | Perioada de activitate a Quadrantidelor | Apogeul                                                                    | ZHRmax |
| ---- | --------------------------------------- | -------------------------------------------------------------------------- | ------ |
| 2008 | 1-5 ianuarie                            | 4 ianuarie                                                                 | 82     |
| 2009 | 1-5 ianuarie                            | 3 ianuarie                                                                 | 146    |
| 2010 |                                         | Luna în descreștere (Lună plină la 31 decembrie)                           |        |
| 2011 | 28 decembrie — 12 ianuarie              | 3 ianuarie                                                                 | 90     |
| 2012 | 28 decembrie — 12 ianuarie              | 4 ianuarie                                                                 | 83     |
| 2013 |                                         | 3 ianuarie Luna în descreștere (Lună plină la 28 decembrie)                | 137    |
| 2014 | 1-7 ianuarie                            | 3 ianuarie, Luna în creștere (Lună nouă la 1 ianuarie                      | 245    |
| 2015 | ?                                       | 3 ianuarie (?) Luna în creștere (Lună plină la 5 ianuarie)                 | ?      |
| 2016 | ?                                       | 3 ianuarie Luna în descreștere (Lună plină la 25 decembrie) (15 CET/9 EST) | ?      |

## Veziși
- Ploaie de meteori